# Filogenetyka
Filogenetyka – dział biologii zajmujący się badaniem drogi rozwojowej (filogenezą) organizmów. Przedmiotem zainteresowania filogenetyki są organizmy żyjące współcześnie oraz kopalne, ich pochodzenie i relacje pokrewieństwa. W swoich badaniach korzysta z osiągnięć paleontologii, genetyki i innych nauk przyrodniczych.
Poprzez badania rozwoju osobniczego organizmów niemiecki badacz Ernst Haeckel, sformułował tezę mówiącą, że ontogeneza powtarza filogenezę, co oznacza, że we wcześniejszych etapach rozwoju organizmu występują cechy fenotypowe charakterystyczne dla jego filogenetycznych przodków. Prawo to znane jest jako teoria biogenetyczna. Obecnie koncepcja ta ma status historyczny, ukazując pewne analogie między ontogenezą a filogenezą, nie będąc jednak teorią naukową według standardów nauk przyrodniczych ani tym bardziej prawem naukowym.
Osiągnięcia genetyki molekularnej pozwoliły lepiej poznać filogenezę, ponieważ umożliwiły analizę materiału genetycznego a nie, tak jak wcześniej, efektów fenotypowych które mogą być modyfikowane przez środowisko.